# Plectroglyphidodon
Genre
Plectroglyphidodon est un genre de poissons de la famille des Pomacentridae. Ils font partie des « poissons-demoiselles ». 

## Liste des espèces
Selon FishBase (22 janv. 2017) et World Register of Marine Species (22 janv. 2017) :
- Plectroglyphidodon dickii (Liénard, 1839) -- Demoiselle à barre noire
- Plectroglyphidodon flaviventris Allen & Randall, 1974
- Plectroglyphidodon imparipennis (Vaillant & Sauvage, 1875) -- Demoiselle aux yeux brillants
- Plectroglyphidodon johnstonianus Fowler & Ball, 1924 -- Demoiselle de Johnston
- Plectroglyphidodon lacrymatus (Quoy & Gaimard, 1825) -- Demoiselle à points bleus
- Plectroglyphidodon leucozonus (Bleeker, 1859) -- Demoiselle à une barre
- Plectroglyphidodon phoenixensis (Schultz, 1943)
- Plectroglyphidodon randalli Allen, 1991
- Plectroglyphidodon sagmarius Randall & Earle, 1999
- Plectroglyphidodon sindonis (Jordan & Evermann, 1903)

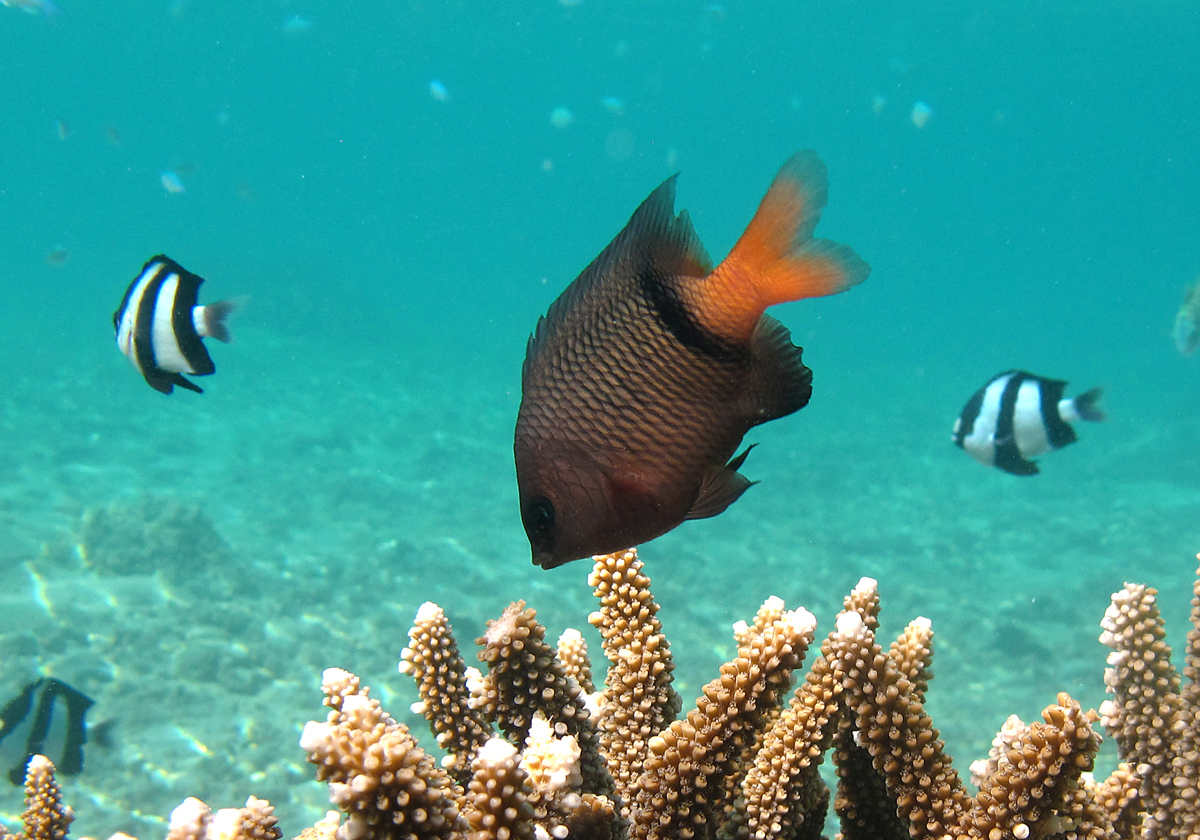
Plectroglyphidodon dickii
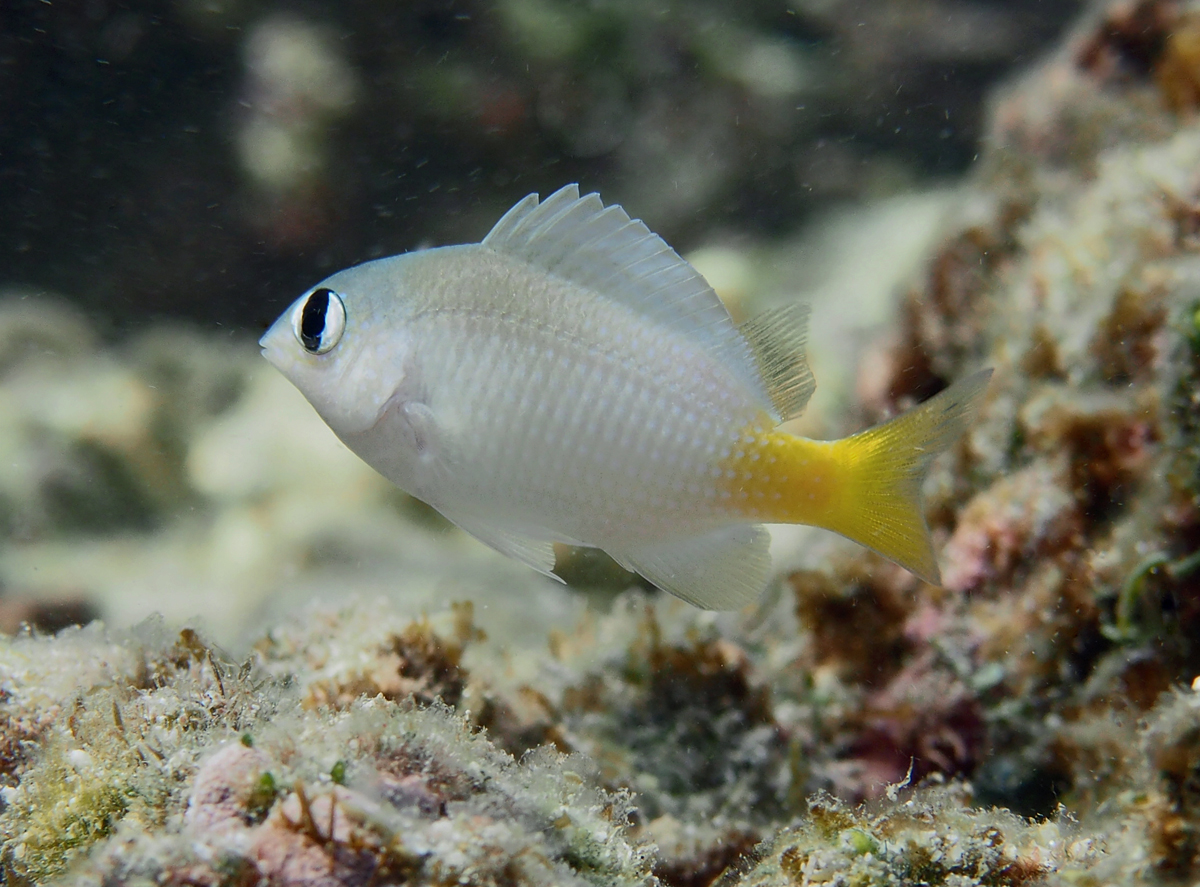
Plectroglyphidodon imparipennis
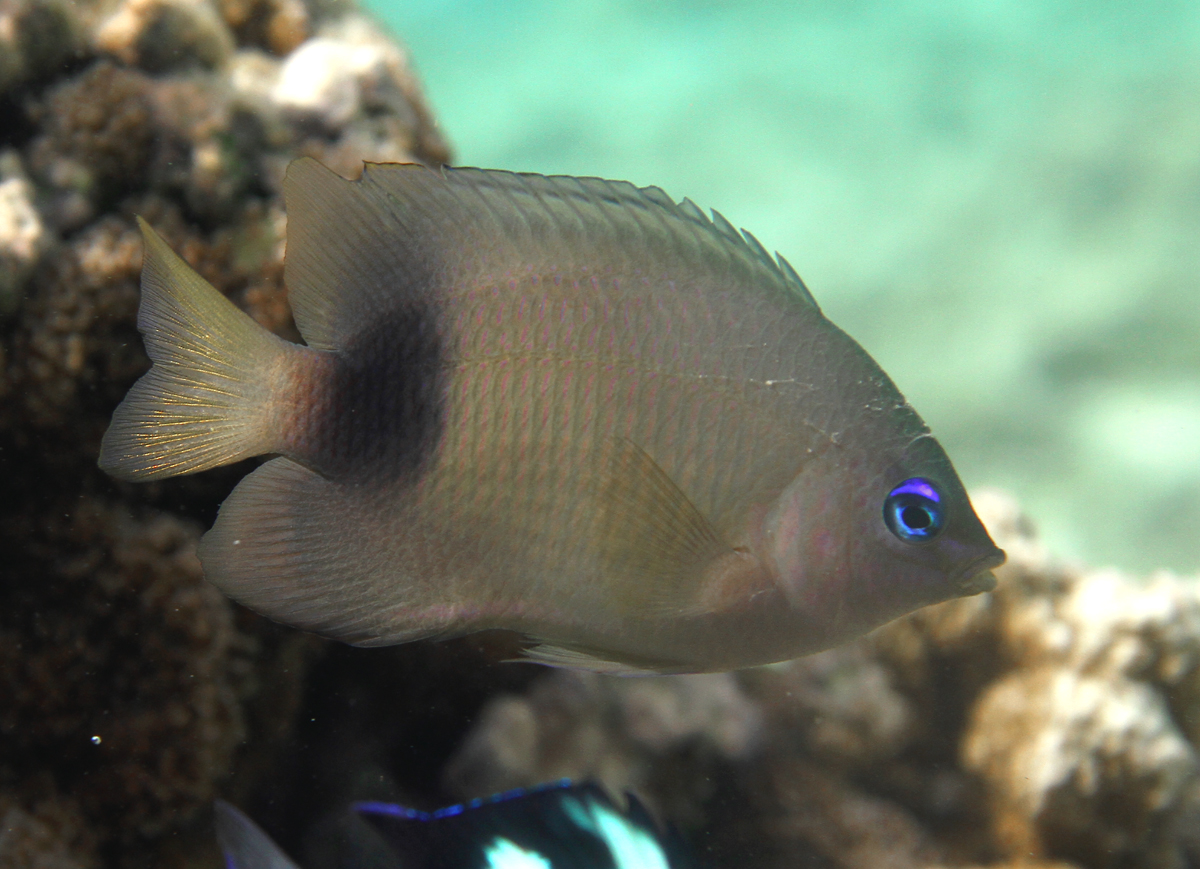
Plectroglyphidodon johnstonianus
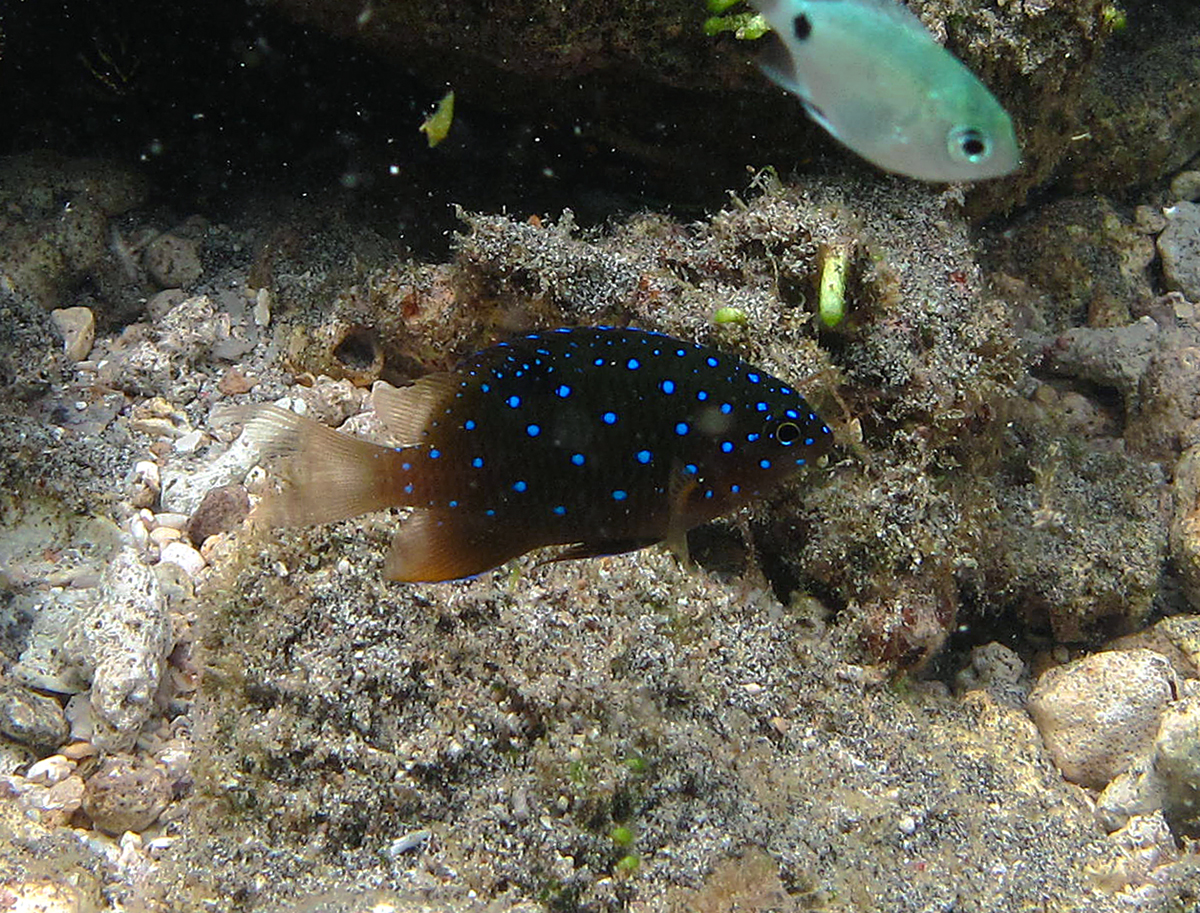
Plectroglyphidodon lacrymatus
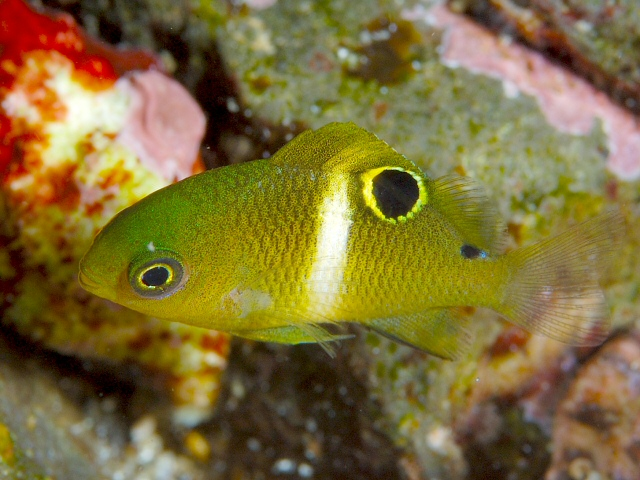
Plectroglyphidodon leucozonus
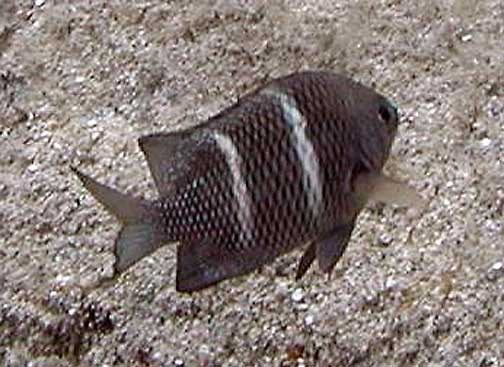
Plectroglyphidodon sindonis